# Про Алекса
«Про Алекса» (англ. About Alex) — незалежна драма режисера та сценариста Джессі Цвіка 2014 року. Світова прем'єра відбулася на кінофестивалі Tribeca Film Festival 17 квітня 2014 року.

## Сюжет
Алекс робить невдалу спробу самогубства. Внаслідок цього його старі друзі з коледжу збираються разом, щоб підтримати Алекса. Друзі розмовляють, жартують, сваряться, кохаються та просто проводять час разом, як колись у коледжі. 

## В ролях
- Нейт Паркер[en] — Бен
- Джейсон Ріттер — Алекс
- Меґґі Ґрейс — Сірі
- Макс Грінфілд[en] — Джош
- Обрі Плаза — Сара
- Макс Мінгелла — Айзек
- Джейн Леві — Кейт

## Прокат
Фільм вийшов в обмеженому прокаті та на відео 8 серпня 2014 року.